# Distretto di Khas Uruzgan
Il distretto di Khas Uruzgan è un distretto dell'Afghanistan appartenente alla provincia dell'Oruzgan. Viene stimata una popolazione di 28 419 abitanti (stima 2016-17).